# CS Energia Rovinari
El CS Energia Rovinari fue un equipo de baloncesto rumano con sede en la ciudad de Târgu Jiu, que competía en la Liga Națională, la máxima competición de su país y en la tercera competición europea, la FIBA European Cup. Disputaba sus partidos en la Sala Sporturilor Târgu Jiu, con capacidad para 1500 espectadores.

## Posiciones en liga
- 2008 (1 Div B)
- 2009 (7 Div A)
- 2010 (10)
- 2011 (10)
- 2012 (8)
- 2013 (9)
- 2014 (8)
- 2015 (4)

## Palmarés
- Campeón Copa Rumana -  2014
- Subcampeón Supercopa Rumana -  2014
- Tercer Puesto Eurochallenge -  2015

## Jugadores destacados
| - Draško Albijanić - Ermin Jazvin - David Steffel - Rait Keerles - Andreas Glyniadakis - Kostas Kakaroudis - Miko Golubovic - Rajko Kljajevic - Nemanja Milošević - Darko Vujačić - Rafał Bigus - Stefan Atanackovic | - Dalibor Djapa - Milan Janjusevic - Aleksandar Kalanj - Stefan Nikolić - Milan Oluic - Kibwe Trim - Joseph Barber - Brandon Cole - Louis Darby - Brent Freeman - Edjuan Green - Paul Hafford | - Joseph Kennerly - Lamont Mack - Will Reinke - Rashaad Singleton - Frankie Sullivan - Kevin Tyner - Tony Woods - Tal Karpels - Larry Turner - Jaytornah Wisseh - Darryl Jackson - Justin Griffin |